# Beatrix de Aragon
Beatrix de Aragon (n. 16 noiembrie 1457, Napoli, Regatul Neapolelui – d. 23 septembrie 1508, Napoli, Regatul Neapolelui) a fost soția regelui Matia Corvin după căsătoria din 1476 și astfel regină a Ungariei și Boemiei. Căsătoria celor doi a fost oficiată în Biserica Sfântul Mihail din Cluj.